# سیارک ۱۴۰۸
سیارک ۱۴۰۸ (به انگلیسی: 1408 Trusanda، نامگذاری:1936WF) هزار و چهارصد و هشتمین سیارک کشف شده‌است که در ۲۳ نوامبر ۱۹۳۶ و در هایدلبرگ کشف شد.
قدر مطلق سیارک برابر ۱۱٫۰۰ است.